# Armando de Lacerda
Armando Soeiro Moreira de Lacerda, mais conhecido por "Armando de Lacerda",  (Porto, 15 de Agosto de 1902 - Coimbra, 30 de Agosto de 1984) foi um Professor Universitário, foneticista e inventor de equipamentos únicos e revolucionários. Como foneticista, percorreu Portugal para registar os diferentes sotaques nacionais e construiu em Coimbra um laboratório que atraiu para Portugal os principais investigadores mundiais de Fonética. Foi também o precursor das impressoras a jacto de tinta e das impressoras comandadas por voz.

## Biografia
"Armando de Lacerda",  nasceu na cidade do Porto, a 15 de Agosto de 1902, aí concluiu o curso liceal, vindo-se a matricular na 1.ª Faculdade de Letras do Porto, onde, em 29 de Julho de 1930, obteve a licenciatura em Filologia Germânica. em 1931, parte para a Alemanha, como bolseiro da Junta de Educação Nacional, e especializa-se em Fonética Experimental no Laboratório de Fonética da Universidade de Hamburgo. Foi aí, na Universidade de Hamburgo, que criou o labiógrafo inscritor oral.
No final do ano de 1931, continuou as suas investigações no Instituto de Fonética da Universidade de Bona, onde, nos anos seguintes, viria a criar o tonómetro multiplicador, o electro-cromógrafo, o tradutor de figurações tonais em configurações luminosas e o tonómetro. Criou também a Cromografia um novo método fonético de registo sonoro para análise dos sons da linguagem e participou em várias conferências internacionais sobre Fonética, tendo apresentado em 1932 no Congresso Internacional de Ciências Fonéticas em Amesterdão, o policromógrafo, um aparelho que tornou obsoleto o quimógrafo, o aparelho, então em voga, para registo de sons.
Reconhecido como o percursor da Fonética Experimental em Portugal, regressa ao país em 1935, onde com o apoio do Instituto para a Alta Cultura, instala, na Faculdade de Letras de Coimbra, o primeiro Laboratório de Fonética Experimental. Jubilou-se em 1972, como diretor do Laboratório de Fonética Experimental da Universidade de Coimbra, tendo sido consagrado como cientista de excepcional valor no domínio da Fonética, vindo a falecer nessa cidade a 30 de Agosto de 1984.